# Claude Monet (Rose)
Die Rosensorte ‘Claude Monet’ (syn. ‘JACdesa’) ist eine rot – gelb – cremeweiß gestreifte Edelrose, die von Jack E. Christensen gezüchtet und 1992 von Jackson und Perkin in den amerikanischen und im gleichen Jahr von Delbard in den europäischen Markt eingeführt wurde.

## Ausbildung
Die buschig, aufrecht wachsende Rose ‘Claude Monet’ bildet einen mittelgroßen, kompakten Strauch aus. Die Rosenpflanze wird etwa 90 cm bis maximal 100 cm hoch und 50 bis 60 cm breit.
Die meist einzeln oder in kleinen Büscheln angeordneten Blüten werden aus 17 bis 25 gebogenen Petalen gebildet. Die spitze, hochgebaute karminrote Knospen formen nach der Öffnung große, locker gefüllte, hohe schalenförmige Rosenblüten aus. Die 8 bis 10 cm großen Blüten besitzen eine karmin-,  himbeer- bis orangerote Grundfarbe, die durch lebhafte, cremeweiße und gelbe Streifen, Flecken und Sprenkel durchzogen werden. Die Blüten variieren stark in ihrer Zeichnung. Die lebhaften Farben der Rose kann an vollsonnigen Standorten zum Verblassen neigen.
Die Rosensorte besitzt mittelgroße, mittel- bis dunkelgrüne, robuste Blätter. Die Rosensorte ‘Claude Monet’ zeichnet sich durch einen fruchtigen Duft nach Zitrone, Bergamotte, Birne, Pfirsich, Mandel, Efeu, Vanille und Alten Rosen aus.
Die kräftig remontierende Teehybride ist winterhart (USDA-Klimazone 6b und wärmer). Die ‘Claude Monet’ gedeiht an sonnigen bis halbschattigen Standorten, blüht anhaltend von Mai bis in den späten Herbst und ist resistent gegenüber den bekannten Rosenkrankheiten.
Die Rose eignet sich zur Bepflanzung von niedrigen Blumenrabatten und Bauerngärten. Die Rose ‘Claude Monet’ findet aufgrund ihrer außergewöhnlichen Färbung auch in der Floristik als Schnittblume Verwendung.
Die Rosensorte wird in zahlreichen Rosarien und Gärten der Welt, unter anderem im Arboretum Borova hora (Slowakei), im Carla Fineschi Foundation Rose Garden (Toskana), im Les Chemins de la Rose - Garten (Maine-et-Loire, Frankreich), im Rosaholic's Southern California Garden sowie im San Jose Heritage Rose Garden (Kalifornien), in der Roseraie Littéraire  (Talence), in der Roseraies du Parc de la Tête d'Or (Lyon) sowie im Europa-Rosarium Sangerhausen gezeigt.

## Namensgebung
Die Rose wurde zu Ehren des französischen Malers und Gartenliebhabers Claude Monet, einem der bedeutenden Vertreter des französischen  Impressionismus benannt. Sie gehört mit den Rosensorten ‘Alfred Sisley’, ‘Marc Chagall’, ‘Berthe Morisot’, ‘Maurice Utrillo’, ‘Camille Pissarro’, ‘Edgar Degas’, ‘Henri Matisse’, ‘Paul Cézanne’ und ‘Paul Gauguin’ zu den so genannten französischen Malerrosen (Rose des Peintres).